# Chemin de fer de la Gaspésie
Le Chemin de fer de la Gaspésie est une ligne ferroviaire, longue de 325 kilomètres, reliant Matapédia à Gaspé au Québec.

## Histoire

### Origine
Le projet de chemin de fer Intercolonial destiné à lier Halifax au centre du Canada provoque, dès 1867, la tenue de réunions dans les villes de Rimouski et New Carlisle pour créer des groupes de pression afin d'obtenir du pouvoir d'Ottawa le passage de la voie ferrée à proximité de la Gaspésie. Le tracé soutenu par les notables locaux passait « par le nord du Nouveau-Brunswick et la vallée de La Matapédia », ce qui faciliterait la création d'un « embranchement gaspésien ». Le pouvoir d'Ottawa choisit le « tracé Robinson », qui passe bien par La Matapédia, le 11 décembre 1868. Le chemin de fer Intercolonial est mis en service au mois de juillet 1876. 

### Création de la ligne
Dès 1871, la Compagnie de la baie des Chaleurs est créée à l'initiative du député Théodore Robitaille. En 1872, elle reçoit un important apport de terrains et s'engage à réaliser la voie entre Matapédia et Paspébiac pour 1882. En 1881, le chantier n'a guère avancé ce qui incite Louis-Joseph Riopel à se faire élire député provincial afin de relancer la compagnie après la perte de sa charte, après la constatation de l'important retard du chantier, pas un mètre de rail n'a été posé, lors de l'échéance de 1882. Avec le soutien de Thomas McGreevy et Charles Newhouse Armstrong, il obtient d'Ottawa 3 200 dollars par mille de rail et la construction, à titre d'embranchement, des vingt premiers milles. Les négociations se poursuivent jusqu'en 1886, alors qu'Ottawa accepte de construire 20 milles supplémentaires. La Compagnie patiente jusqu'au 8 juin 1888, pour mandater la construction, de 60 milles, de Matapédia à la rivière Cascapédia, à Henry MacFarlane, entrepreneur à Toronto.

### Réhabilitation de la ligne
Le 15 mai 2015, l'infrastructure est rachetée par le gouvernement du Québec. Depuis 2017, des travaux sont en cours pour la réhabilitation de la ligne entre Matapédia et Gaspé.

## Infrastructure
La ligne de Matapédia à Gaspé, longue de 325 kilomètres, comporte « 183 passages à niveau, 860 passages de ferme, 699 ponceaux, 33 murs de soutènement, 1 tunnel et 66 ponts ».
Elle est composée des deux lignes :
- Cascapedia Subdivision (de Matapédia à New Carlisle).
- Chandler Subdivision (de New Carlisle à Gaspé).

## Projets et travaux en cours
Le chantier de rénovation de la ligne, débuté en 2017, est prévu pour se terminer en 2025, avec alors une remise en service de la totalité de la ligne pour des circulations de trains de voyageurs et de trains de marchandises.